# Carrascosa de Haro
Carrascosa de Haro é um município da Espanha, na província de Cuenca, comunidade autônoma de Castela-Mancha. Tem 29,05 quilômetros quadrados de área e em 2021 tinha 101 habitantes (densidade: 3,5 hab./km²). Limita com os municípios de Rada de Haro, Santa María del Campo Rus, Villaescusa de Haro e Villar de la Encina.